# Enrique Tienda Pesquero
Enrique Tienda Pesquero (Córdoba, 1894-Córdoba, 1972) fue un arquitecto español.

## Biografía
Nacido en Córdoba en 1894, se dedicó profesionalmente a la arquitectura. Inició su carrera profesional en la década de 1920, siendo autor de diversos proyectos en su ciudad natal. Entre ellos sobresalen varios edificios en el centro histórico o la Casa Azofra. Fuera de la capital cordobesa llegó a realizar algunos trabajos, caso de la localidad sevillana de Lora del Río, donde fue autor de varias viviendas para la burguesía local. Considerado una figura «singular», su biografía continúa siendo poco conocida. Además de la arquitectura, cuya actividad profesional abandonó en 1937, también sobresalió en su faceta como viajero. Falleció en abril de 1972.